# Marc Fernández Gracia
Marc Fernández Gracia (Corbera de Llobregat, 29 de abril de 1990) es un futbolista español que juega de delantero en la U. E. Cornellà de la Tercera Federación.

## Biografía
En la temporada 2010-11 fue autor de cinco goles con el C. E. Sabadell F. C., uno de ellos el del ascenso a Segunda División ante la S. D. Eibar que suponía el regreso a la categoría después de 18 años. Sin embargo, no siguió en el equipo y su estreno en Segunda fue con el F. C. Cartagena.
Para la temporada 2012-13 fichó por el R. C. D. Mallorca "B". Esa misma temporada jugó con el primer equipo seis partidos en Primera División.
Tras un breve paso por el Bnei Sakhnin israelí, en agosto de 2014 se unió al R. C. D. Espanyol "B" antes de volver al C. E. Sabadell F. C. Allí estuvo un año para seguir su carrera en la U. E. Llagostera y el UCAM Murcia C. F.
El 31 de mayo de 2018 se hizo oficial su marcha al fútbol griego tras firmar con el Asteras Tripolis F. C. por dos años. Pasado ese tiempo no renovó su contrato, pero siguió jugando en Grecia con el Apollon Smyrnis.
De cara al curso 2021-22 regresó al fútbol español tras incorporarse al F. C. Andorra. Contribuyó con doce goles al ascenso del equipo a Segunda División, categoría en la que jugó durante la primera mitad de la temporada siguiente.
El 29 de diciembre de 2022 se desvinculó del conjunto andorrano y firmó por el Club Gimnàstic de Tarragona hasta junio de 2024. Continuó una temporada más de las inicialmente previstas y en agosto de 2025 se unió a la U. E. Cornellà.

## Clubes
| Club                        | País    | Año       |
| --------------------------- | ------- | --------- |
| C. E. Sabadell F. C.        | España  | 2009-2011 |
| C. E. Europa (cedido)       | España  | 2009-2010 |
| F. C. Cartagena             | España  | 2011-2012 |
| R. C. D. Mallorca "B"       | España  | 2012-2013 |
| Bnei Sakhnin                | Israel  | 2014      |
| R. C. D. Espanyol "B"       | España  | 2014-2015 |
| C. E. Sabadell F. C.        | España  | 2015-2016 |
| U. E. Llagostera            | España  | 2016-2017 |
| UCAM Murcia C. F.           | España  | 2017-2018 |
| Asteras Tripolis F. C.      | Grecia  | 2018-2020 |
| Apollon Smyrnis             | Grecia  | 2020-2021 |
| F. C. Andorra               | Andorra | 2021-2022 |
| Club Gimnàstic de Tarragona | España  | 2023-2025 |
| U. E. Cornellà              | España  | 2025-     |